# 1994 BP4
1994 BP4 är en asteroid i huvudbältet som upptäcktes den 21 januari 1994 av den venezolanske astronomen Orlando A. Naranjo vid Observatorio Astronómico Nacional de Llano del Hato.
Asteroiden har en diameter på ungefär 9 kilometer.